# 沖縄米兵少女暴行事件
沖縄米兵少女暴行事件（おきなわべいへいしょうじょぼうこうじけん）とは、1995年（平成7年）9月4日に沖縄県に駐留するアメリカ海兵隊員2名とアメリカ海軍軍人1名の計3名が、女子小学生を拉致した上集団強姦した強姦致傷および逮捕監禁事件である。
“起訴に至らなければ、関与が明らかでもアメリカ兵の身柄を日本側に引き渡すことができない”という日米地位協定の取り決めによって、実行犯である3人が引き渡されなかったことが大きな問題になった。この決定に対し、沖縄県民の間に燻っていた反基地感情及び反米感情が一気に爆発し、同協定の見直しのみならず、アメリカ軍基地の縮小・撤廃要求運動にまで発展する契機となった。また被疑者側および家族が人種差別的問題に絡めた発言を行ったため、日米のマスコミで取り上げられる場合は微妙な温度差が生じた。

## 事件の概要
1995年（平成7年）9月4日午後8時ごろ、沖縄県国頭郡金武町のキャンプ・ハンセンに勤務するアメリカ海軍水兵マーカス・ギル(22)、ロドリコ・ハープアメリカ海兵隊一等兵(21)、ケンドリック・リディット海兵隊一等兵(20)の3名が基地内で借りたレンタカーで、沖縄本島北部の商店街で買い物をしていた女子小学生(12)を拉致した。小学生は粘着テープで顔を覆われ、手足を縛られた上で車に押し込まれた、その後近くの海岸に連れて行かれた小学生は強姦され、負傷した。
実行犯は当初4人だったが、内1人は少女があまりにも幼かったことで強姦に加わらなかった。実行犯の3人は人種的に黒人であったため、「この逮捕は人種差別だ」と繰り返しマスコミに主張していたが、その主張は取り上げられず、処分が行われた。

## 反基地感情の高揚
沖縄県警察は、数々の証拠から海兵隊員の事件への関与は明らかであるとして、同年9月7日に逮捕状の発付を請求した。しかし、日米地位協定によれば、被疑者がアメリカ兵の場合、その身柄がアメリカ側の手中にあるとき、起訴されるまでは、アメリカが被疑者の拘禁を引き続き行うこととされていた。したがって、たとえ逮捕状が発付されても、日本側捜査当局は起訴前には逮捕状を執行できず、被疑者の身柄を拘束して取調べるという実効的な捜査手段を採ることもできなかった。
このような米兵の特権的な取り扱いによって、事件の捜査に支障を来していたことから、沖縄県民の間でくすぶっていた反基地感情が遂に爆発し、沖縄県議会、沖縄市議会、宜野湾市議会をはじめ、沖縄県内の自治体において、アメリカ軍への抗議決議が相次いで採択された。同年10月21日には、宜野湾市で、事件に抗議する県民総決起大会が行われ、大田昌秀沖縄県知事をはじめとする約8万5千人（主催者発表）もの県民が参加した。本土復帰後、最大規模の抗議大会になり、メディアで大きく報じられた。これらの動きは、沖縄に集中する米軍基地の整理・縮小や、日米地位協定の見直しを求める訴えが高まるきっかけとなり、沖縄県知事も政府に対して強くその実行を迫った。
同年10月、日米両政府の間において、「日米地位協定第17条5（c）及び、刑事裁判手続に係る日米合同委員会」が行われ、日米地位協定については、運用を改善（改正ではない）することになり、次の通り合意された。
1. 合衆国は、殺人又は強姦という凶悪な犯罪の特定の場合に日本国が行うことがある被疑者の起訴前の拘禁の移転についてのいかなる要請に対しても好意的な考慮を払う。合衆国は、日本国が考慮されるべきと信ずるその他の特定の場合について同国が合同委員会において提示することがある特別の見解を十分に考慮する。
2. 日本国は、同国が1にいう特定の場合に重大な関心を有するときは、拘禁の移転についての要請を合同委員会において提起する。

一方、沖縄に所在する米軍基地の整理縮小については、日本本土ないしグアムへの基地機能移転を図ることで実現する方向が示された。しかし、日本本土への基地機能の移転については地元自治体の意向に関係なく日米のトップレベルで既定事項化されることに対する反発のほか、基地移転に伴う費用を日本側に大部分負担（一説ではおよそ3兆円）するように求めるなど、日本側の反発を招いているため先行きが不透明である。

## 裁判およびその後
那覇地検は逮捕監禁と婦女暴行の罪で3人を那覇地裁に起訴。米軍側は3人の身柄を日本側に引き渡した。1996年（平成8年）3月7日、那覇地方裁判所は3人に対して懲役6年6ヵ月から7年の実刑判決を言い渡し、このうち2人はその後福岡高等裁判所那覇支部に控訴するも棄却され刑が確定している。
当時のアメリカ太平洋軍司令官、リチャード・マッキー海軍大将は事件について「レンタカーを借りる金で女が買えた」という主旨の発言をしたため、女性差別発言として問題となり、1995年（平成7年）11月に更迭された。その後予備役へ編入させられた際に少将に懲罰的降格となっている。
また、被告人となった海兵隊員の家族は「人種差別によるでっち上げだ」「若者たちが日本に連れ去られようとしている」と主張し来日した。来日後も「沖縄だと陪審員に良く思われないから裁判が我々に不利になる。だから裁判の場を九州に移せ」などと被告人の妻らが主張する様子が日米双方のメディアに流された。被告人家族は泣きながら失神する姿まで披露したものの、そもそも裁判員制度が始まったのが2009年であり当時は導入されておらず、日本では的外れで空回りに終わった。また文化的にも白人・黒人が絡む人種差別問題になじみが無いため全く同情の声は挙がらず、むしろ反感を煽る結果となり、世論からも相手にされなかった。
1998年（平成10年）6月12日、防衛施設庁は、被害者の少女に対してアメリカ軍が示談金を支払い、日本政府も見舞金を支払っていることを明らかにした。ただし金額については公表されていない。
2003年（平成15年）4月15日、参議院外交防衛委員会における大田昌秀委員（事件当時の沖縄県知事）の質問に対する海老原紳外務省北米局長の答弁で、犯人全員が刑期満了で釈放され帰国、非名誉除隊（OTH、Other Than Honored discharge、名誉除隊以外の除隊の意。いわゆる不名誉除隊(DD)ほどに重い処分ではなく、退役年金などの公的サービスも名誉除隊に比べ内容は劣るものの受けることができる）したことが明らかになった。そのうちの一人がアメリカへの帰国後に日本の刑務所内労務作業の体験を「奴隷的労働に従事させられた」と主張し非難したという。
2006年（平成18年）8月20日、リディットがジョージア州で女子大学生を暴行、殺害した直後に自殺していた事が明らかになった。
なお、2002年（平成14年）に発生した沖縄米兵強制わいせつ未遂事件の際もアメリカ側は日米地位協定17条5(c)を根拠に犯人の身柄引き渡しを拒んだが、本事件を教訓に改められた日米地位協定の運用にて、特定の場合についてはその引渡しに「好意的な考慮」(sympathetic consideration)を払うという日米合意がなされていた。

## 事件の衝撃
- 地元出身のミュージシャンである喜納昌吉は、被害女児が自身の遠縁だったことから、事件から1年となる1996年9月4日、被害女児に捧げる詩として「少女の涙に虹がかかるまで」を作り、『西日本新聞』沖縄取材班に託した[24]。
- この事件は日本国内のみならず海外においても関心を集めた。また海兵隊員の母国アメリカのテレビドラマ『犯罪捜査官ネイビーファイル』（アメリカ軍部内の犯罪捜査がテーマのドラマ）では、1996年の第1シーズン『コンピューターの反乱』にて沖縄での対米感情の悪化が描写された。さらに事件から3年後の1998年、第4シーズン『横須賀の悪夢』ではこの事件をモデルとしたエピソードが制作された。このエピソードでは主人公であるアメリカ軍法務官が、日本側の捜査当局が加害者のアメリカ軍人に自白を迫る為に暴行を加えることを懸念する描写がある。（日本では取調べに弁護士の同席が認められていないため）被告人の家族が来日後に、日本では陪審員による裁判が行われていないにもかかわらず「陪審員に良く思われない」と発言したことも含め、日本の裁判制度に対するアメリカ側のメディアの誤解があったといえる。このドラマ内において加害者は無罪となる。
- 2008年、シカゴ出身の作家で監督のエド・M・コジアスキーがこの事件をもとにした映画 『レイ、最初の呼吸』を制作、シカゴで初公開された。『星条旗新聞』によると、監督チームは、この映画を沖縄の基地で上映し、新兵に見てもらいたいと伝えたが、在日海兵隊広報部長のダグラス・パウエル中佐は、「それは私たちが見る映画ではない」「適切ではない」と語った[25]。
- 2015年、ジャン・ユンカーマン監督は『うりずんの雨』の第三部で、事件を引き起こした3人を取材した。リディットは前述の通り殺人事件を起こし自殺、ギルは取材拒否、残ったハープのみが心の内を生々しく語った。アカデミー賞の記録映画部門にノミネートされた。